# Rollo-picota de Moratilla de los Meleros
El rollo-picota es la columna erigida en Moratilla de los Meleros (Guadalajara, España) sobre la que se exponían los reos y las cabezas o cuerpos de los ajusticiados por la autoridad civil, además de ser insignia de jurisdicción de la villa. Es de tipo renacentista plateresco y fue construida en el siglo XVI.

## Descripción
El rollo-picota de Moratilla de los Meleros se levanta sobre cuatro gradas circulares concéntricas, formadas por sillares de piedra caliza. Sobre ella se asienta un gran pedestal cúbico, decorado en sus cuatro caras por figuras humanas y rematado en cornisa jónica.
Sobre el pedestal se levanta una columna de basa jónica y fuste acanalado con contracanales que ocupan la mitad de su altura. El fuste lo conforma siete piezas mostrando, entre la segunda y la tercera, un arco de herradura de hierro forjado.
El capitel es plateresco, de orden jónico, y luce en una de sus caras una figura humana con espigas, emblema de fecundidad y desarrollo.
Por encima del capitel sobresalen los cuatro brazos clásicos de este tipo de monumentos. Se hallan muy mutilados, salvo uno cuyo extremo semeja la faz de un león; los otros tres mostrarían el mismo motivo decorativo.
Encima, y apilados, hay otros tres cuerpos, dos de ellos cúbicos y rematados por una cornisa. El primero de ellos es de mayor envergadura y tiene sus caras decoradas por rostros diabólicos, mientras que el segundo muestra decoración de bustos de ángeles. El tercero, de aparente forma semiesférica, pero muy deteriorado, constituye el remate del monumento y presenta restos de decoración de motivos vegetales.